# (4571) Grumiaux
Pour les articles homonymes, voir Grumiaux.
(4571) Grumiaux est un astéroïde de la ceinture principale.

## Description
(4571) Grumiaux est un astéroïde de la ceinture principale. Il fut découvert le 8 septembre 1985 à La Silla par Henri Debehogne. Il présente une orbite caractérisée par un demi-grand axe de 3,17 UA, une excentricité de 0,17 et une inclinaison de 1,5° par rapport à l'écliptique.
L'astéroïde est nommé en l'honneur du violoniste belge Arthur Grumiaux (1921-1986).

## Compléments